# Кони, Джозеф
Джо́зеф Ко́ни (англ. Joseph Kony; род. 1961) — предполагаемый военный преступник, угандийский повстанец и предводитель Господней армии сопротивления, стремящийся создать в Уганде теократическое государство, основанное на Библии и десяти заповедях. Возглавил восстание против угандийского правительства в 1987 году. Некоторое время был сподвижником своей двоюродной сестры — угандийской целительницы Элис Лаквены, но после её разгрома объявил себя воплощением Святого Духа. Местная народная молва приписывает ему уникальную способность останавливать пули. 
Обвиняется в систематических похищениях несовершеннолетних на заказ для создания армии и детской проституции. Международный уголовный суд в 2005 году объявил его виновным в военных преступлениях и преступлениях против человечества, выдан ордер на его арест. Скрывается от правосудия. В ноябре 2022 года прокурор МУС заявил, что хочет привлечь к ответственности Джозефа Кони.

## Биография
Родился 18 сентября 1961 года в небольшой деревне на севере Уганды в семье школьного учителя и проповедника католической церкви Луиса Оболя (Luizi Obol) и местной жительницы Норы Анек Отин (Norah Anek Oting). Он стал младшим ребенком в многодетной семье, помимо него были еще шесть братьев и сестры. Принадлежит к народности ачоли, которая составляет 5 % от общего населения Уганды. Некоторое время прислуживал в церкви отца. После того как бросил школу, вместе со старшим братом Джейми Броу (Jamie Brow) был учеником деревенского врача. Его старшая сестра Габриэлла Лакот(Gabriela Lakot) продолжает проживать в Одеке.

## Kony 2012
В начале марта 2012 года компания Invisible Children Inc выпустила 30-минутный фильм «Kony 2012», посвящённый Джозефу Кони. Фильм подвергся критике за недостоверное освещение фактов.